# 小行星12628
小行星12628（12628 Ackworthorr）是一颗绕太阳运转的小行星，为主小行星带小行星。该小行星于1971年3月19日发现。

## 轨道参数
小行星12628的轨道半长轴为362 230 803 km，2.4213289 UA，离心率为0.1256287。